# Lectisternium

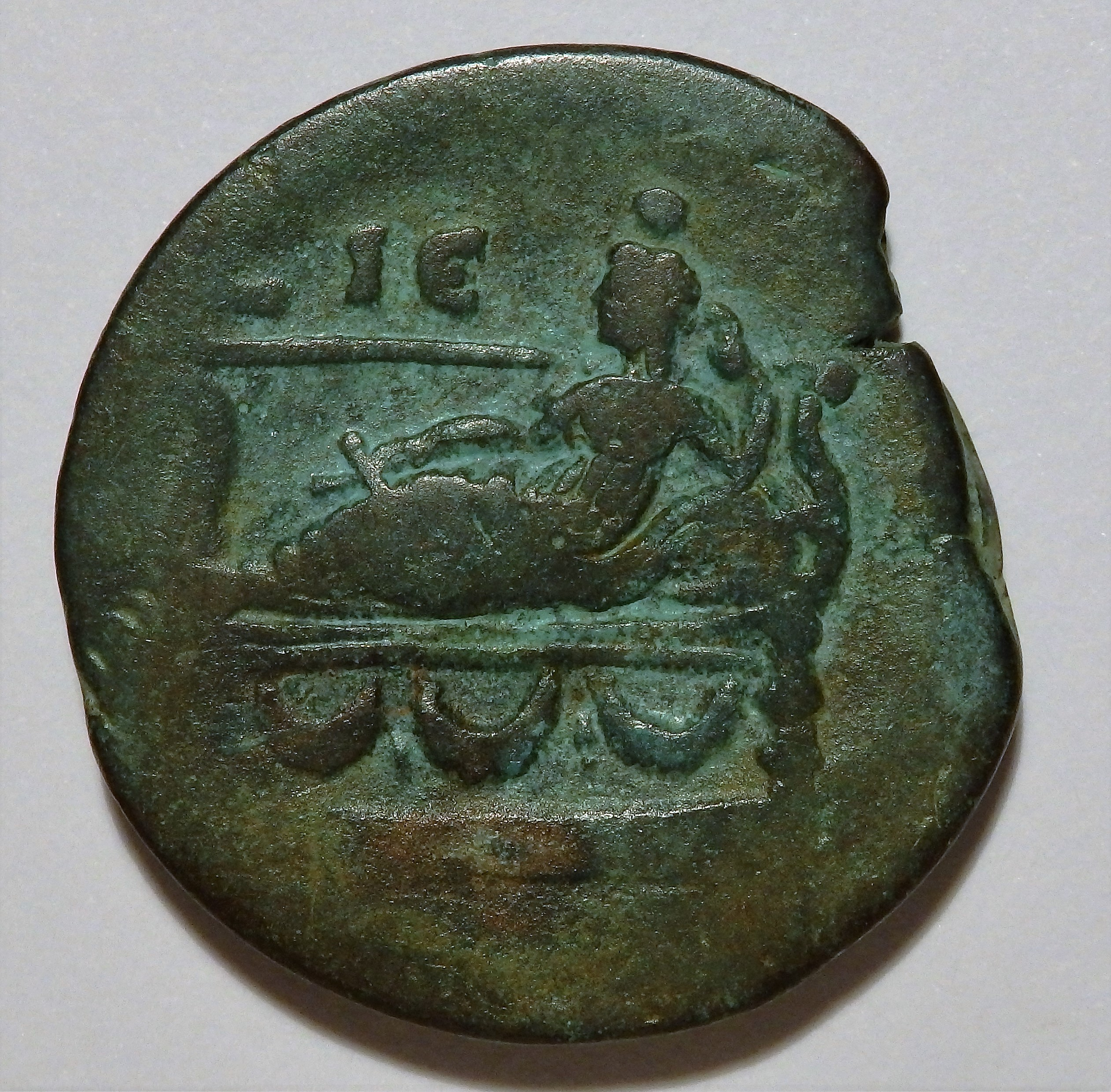
Lectisternium pro Týché, bronzová mince z Alexandrie

Lectisternium byl ve starověkém římském náboženství rituál, který měl zajistit přízeň bohů tím že jim byla vystrojena hostina. Obřad byl řeckého původu a představuje raný příklad helénizace římského náboženství. Konal se především v období ohrožení, jako moru či války, nebo nedostatku. Figurovaly v něm sochy bohů, zpravidla dřevěné, oblečené do šatů a s mramorovými, železnými či voskovými hlavami, které byly umístěny na lehátku (lectus, pulvinar) a byly před ně kladeny pokrmy. Během lectisternií byly otevřeny všechny domy, každý dostal najíst a vězňům se snímala pouta. Rituál byl často spojen s podobným obřadem supplicationes.
Poprvé byl tento obřad již v roce 399 př. n. l. na radu sybilských knih a měl za účel odvrátit mor. Byly při něm uctěny tři páry a to Apollo a Latona, Herkules a Diana, Merkur a Neptun, při čemž první tři božstva nejsou původem římská. Roku 217 př. n. l. byla hostina vystrojena pro šest párů božstev, odpovídajících dvanácti řeckým Olympanům a to při příležitosti porážky římské armády u Trasimenského jezera.  Od 3. století př. n. l. se konalo lectisternium pro kapitolskou trojici, zvané též epulum Iovis in Capitolio „hod Jupiterův na Kapitolu“, 13. listopadu během plebejských her a bylo pořádáno kněžským kolegiem epulonů. V císařské době se tento obřad pro kapitolskou trojici přesunul na 13. září, kdy probíhaly římské hry.